# Christian-Albert de Brandebourg-Ansbach
Christian-Albert (18 septembre 1675, Ansbach – 16 octobre 1692, Ansbach) est margrave de Brandebourg-Ansbach de 1686 à sa mort.

## Biographie
Christian-Albert est le deuxième fils du margrave Jean-Frédéric de Brandebourg-Ansbach et de Jeanne-Élisabeth de Bade-Durlach. Son frère aîné, Léopold-Frédéric, meurt à l'âge de deux ans en août 1676, et Christian-Albert devient alors prince héritier. Il est encore mineur à la mort de son père, en 1686, et un gouvernement est désigné pour assurer la régence en son nom. Il meurt avant d'atteindre sa majorité, à l'âge de 17 ans, et son frère cadet Georges-Frédéric lui succède.